# یواس‌اس وموتا (اس‌پی-۲۰۱)
یواس‌اس وموتا (اس‌پی-۲۰۱) (به انگلیسی: USS Wemootah (SP-201)) یک کشتی بود که طول آن ۷۰ فوت (۲۱ متر) بود. این کشتی در سال ۱۹۱۶ ساخته شد.